# 求心路遮断性疼痛
求心路遮断性疼痛とは、感覚神経系の障害によって感覚低下部位を中心に生じた疼痛であり、組織損傷による侵害受容器の刺激による、侵害受容性疼痛と対比される概念である。神経障害性疼痛の一種である。

## 用語
求心路遮断痛と記載されることがある。旧称は中枢性疼痛。

## 症状
発作性の電撃痛やアロディニア（通常は痛みを生じさせない軽い接触などの刺激により激痛が生じる状態)が生じる。就寝中には痛まない。長期間にわたり日常生活上著しい制限を受け、うつ状態を呈することもある。

## 原因
帯状疱疹後神経痛、幻肢痛など、有効な治療法が確立されていない難治性疼痛が多い。

## 治療
モルヒネによる治療が奏功しづらい。